# 897
Năm 897 là một năm trong lịch Julius.

## Sự kiện
- Tháng một - Cadaver Synod được tổ chức.Giáo hoàng Stephen VI làm giáo hoàng thứ 114.
- Tháng mười một - Giáo hoàng Romanus là bị thôi chức.
- Tháng mười hai - Giáo hoàng Theodore II kế vị Đức Giáo hoàng Romanus làm vị giáo hoàng thứ 115, nhưng lại qua đời hai mươi ngày sau đó.
- Tháng tám - Giáo hoàng Romanus kế vị

## Sinh
- 17 tháng 4 - Ngô Quyền, Vua nhà ngô tức 12 tháng 3 năm Đinh Tỵ (m. 944)